# چارداک‌باغی (آک‌یورت)
چارداک‌باغی (به لاتین: Çardakbağı) یک منطقهٔ مسکونی در ترکیه است که در اکیورت واقع شده‌است.